# Nowy Rynek w Kole
Nowy Rynek w Kole – drugi centralny plac miasta o wymiarach 110 i 85 metrów. W jego centrum usytuowany jest pomnik w miejscu dawnej żydowskiej synagogi. Położony na terenie osiedla Stare Miasto.

## Rys historyczny
W 1824 r. – po regulacji Koła według planów Tomasza Karola Pelletiera utworzono Nowy Rynek - prostokątny plac o wymiarach 110 i 85 metrów. Położony był w kierunku północno-zachodnim w kierunku do Starego Rynku. Połączenie z nim zapewniała ulica Wschodnia. Z każdego narożnika Nowego Rynku wytyczona została ulica. Bez zmian zachowano ulicę Krzywą, która zaburzyła układ urbanizacyjny kolskiej Starówki.
10 grudnia 1888 r. oddano do użytku teatr wzniesiony z dobrowolnych składek mieszkańców Koła. Został rozebrany w latach 70. XX wieku. Nowy Rynek przez wiele lat był miejsce tradycyjnych targów i jarmarków.
Do wybuchu II wojny światowej okolice rynku zamieszkiwała głównie ludność żydowska. W 1860 r. otwarto synagogę, która w 1939 r. została przez Niemców zniszczona. Ludność wpędzono do zorganizowanego getta, a następnie wywieziono do obozu zagłady Kulmhof w Chełmnie nad Nerem. W okresie okupacji niemieckiej rynek nosił nazwę Theatherplatz (w wolnym tłumaczeniu plac Teatralny). Następnie polskie władze przemianowały go na plac Bohaterów Stalingradu. W 1989 r. przywrócono historyczną nazwę.